# Marolles-en-Beauce
Marolles-en-Beauce é uma comuna francesa na região administrativa da Ilha-de-França, no departamento de Essonne. Estende-se por uma área de 6 km², com  (Marollais) 190 habitantes, segundo os censos de 1999, com uma densidade de 31 hab/km².